# Lisowczyk (obraz Juliusza Kossaka)

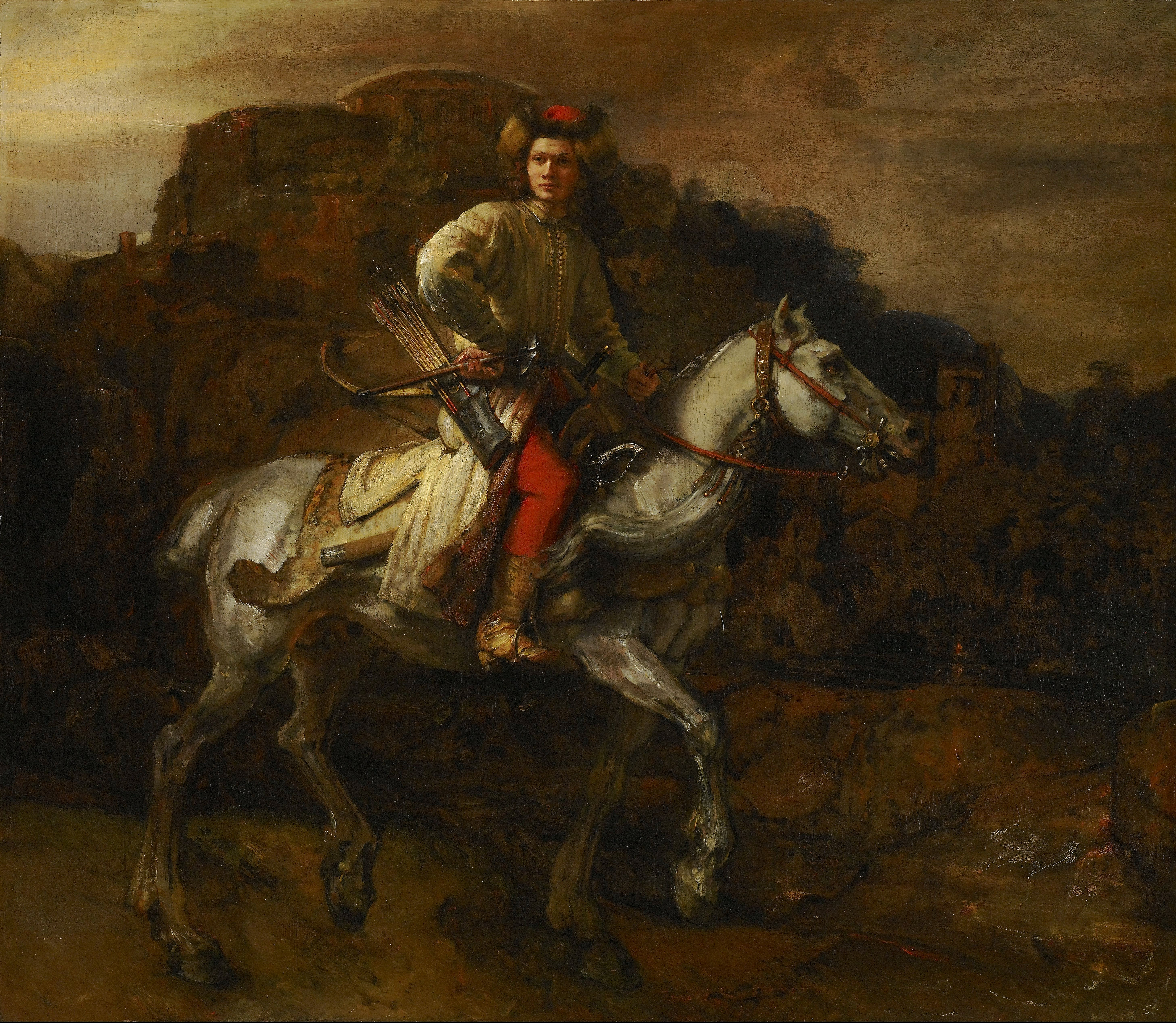
Jeździec polski Rembrandta (1655)

Lisowczyk – obraz olejny namalowany przez polskiego malarza, rysownika i ilustratora Juliusza Kossaka między 1860 a 1865 rokiem, znajdujący się w zbiorach Muzeum Narodowego w Warszawie. 

## Opis
Lisowczyk nosi strój określany mianem „polski lub wschodni”: kołpak – szpiczastą czapkę bez daszka pochodzenia mongolskiego z lisiego, wilczego, lub rysiego futra, zielony pikowany jedwabny żupan pełniący rolę miękkiej zbroi, obcisłe czerwone spodnie i żółte skórzane buty z cholewami do połowy łydki. Lewą ręką prowadzi wodze konia, zaś w prawej dzierży nadziak. Przy siodle pod prawym kolanem ma przytroczoną ciężką szablę o rękojeści zamkniętej, a u lewego boku lekką o rękojeści otwartej. Ponadto ma u lewego boku łuk refleksyjny i kołczan ze strzałami na prawym boku. Pod siodłem rozpięta jest skóra drapieżnika, a koń ma na modę turecką zawieszony na ogłowiu buńczuk-podgardle.
Dzieło Kossaka jest kopią obrazu Jeździec polski namalowanego w roku 1655 przez holenderskiego malarza Rembrandta. Różnice polegają na tym, że lisowczyk Kossaka posiada wąsy, a szabla u jego lewego boku jest w przeciwieństwie do tej na obrazie Rembrandta, ledwie widoczna.  
Do obrazu tematycznie nawiązuje akwarela Lisowczycy z 1880 roku, także autorstwa Juliusza Kossaka, znajdująca się w zbiorach Muzeum Narodowego w Kielcach.